# Europejski Komisarz ds. handlu i bezpieczeństwa gospodarczego oraz stosunków międzyinstytucjonalnych i przejrzystości

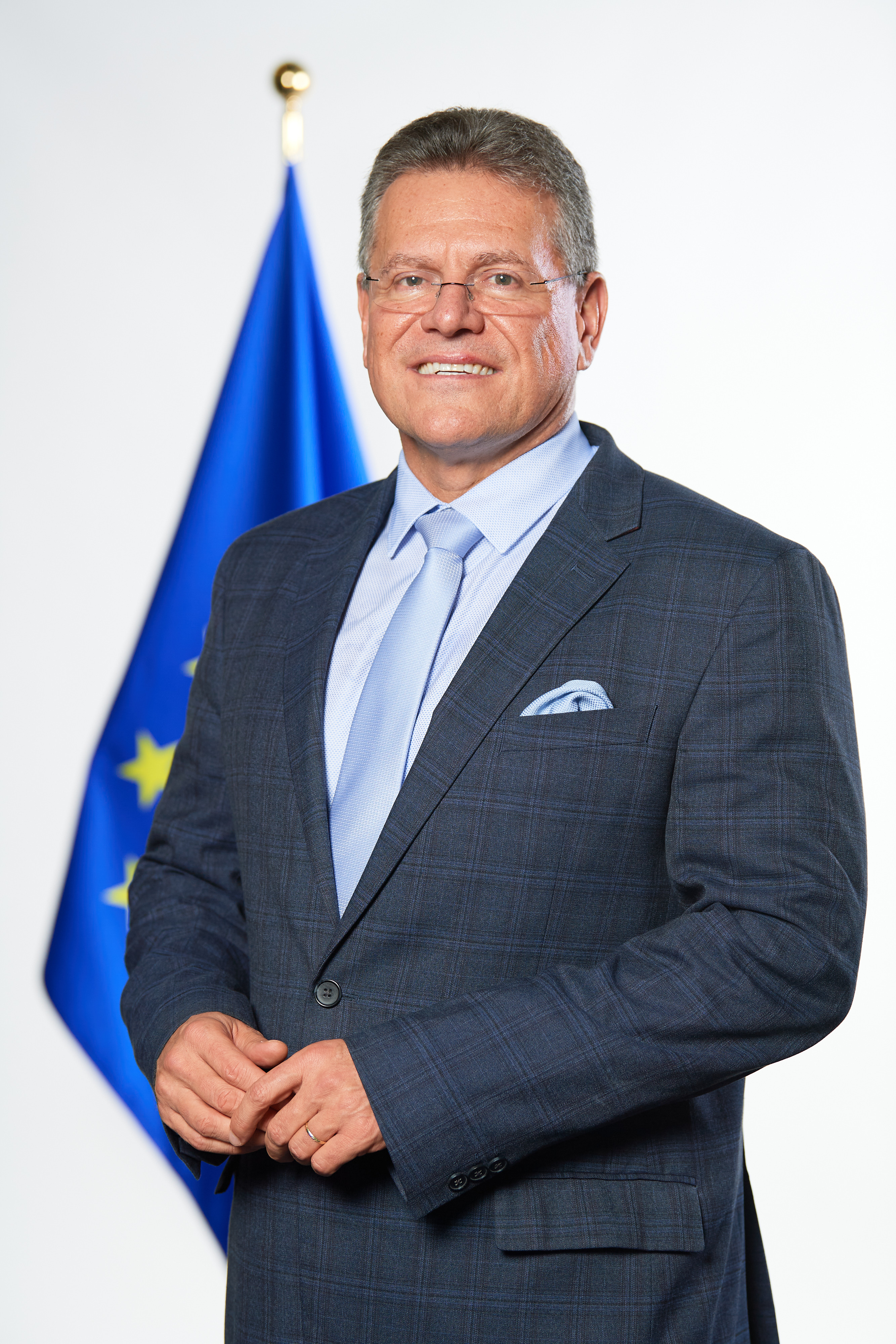
Europejski Komisarz ds. handlu i bezpieczeństwa gospodarczego oraz stosunków międzyinstytucjonalnych i przejrzystości – Maroš Šefčovič

Europejski Komisarz ds. handlu i bezpieczeństwa gospodarczego oraz stosunków międzyinstytucjonalnych i przejrzystości – członek Komisji Europejskiej. Odgrywa kluczową rolę w kształtowaniu europejskiego podejścia do handlu, bezpieczeństwa gospodarczego oraz współpracy między instytucjami unijnymi. Jego zadania obejmują zapewnienie, że handel międzynarodowy wspiera cele Unii w zakresie konkurencyjności, zrównoważonego rozwoju i bezpieczeństwa. Jednocześnie odpowiada za prowadzenie dialogu z innymi instytucjami UE, wzmacnianie przejrzystości oraz budowanie zaufania obywateli do działań unijnych. W obliczu globalnych wyzwań i dynamicznych zmian geopolitycznych oraz gospodarczych, funkcja ta wymaga holistycznego podejścia łączącego politykę handlową z zagadnieniami bezpieczeństwa i relacji instytucjonalnych. Obecnym komisarzem jest Maroš Šefčovič.

## Powstanie stanowiska
Stanowisko zostało utworzone w odpowiedzi na potrzebę wzmocnienia roli Unii Europejskiej w globalnym systemie handlowym, a także zabezpieczenia strategicznych interesów gospodarczych Europy. W obliczu wyzwań związanych z rosnącymi napięciami geopolitycznymi, znaczeniem suwerenności technologicznej i bezpieczeństwa łańcuchów dostaw, Unia Europejska zidentyfikowała konieczność łączenia polityki handlowej z aspektami bezpieczeństwa gospodarczego. Dodatkowo, zwiększona potrzeba transparentności i skutecznej współpracy między instytucjami UE zadecydowała o włączeniu do zakresu odpowiedzialności tego stanowiska także kwestii międzyinstytucjonalnych. Powstanie tej funkcji wpisuje się w szerszą wizję Komisji Europejskiej, aby lepiej odpowiadać na oczekiwania obywateli, wzmacniać zaufanie do instytucji unijnych i zapewnić skuteczniejsze działanie w obliczu wyzwań XXI wieku.

## Zakres obowiązków
Europejski Komisarz ds. handlu i bezpieczeństwa gospodarczego oraz stosunków międzyinstytucjonalnych i przejrzystości odpowiada za:
- projektowanie i wdrażanie polityki handlowej UE w oparciu o priorytety konkurencyjności, bezpieczeństwa i zrównoważonego rozwoju,
- prowadzenie negocjacji dotyczących nowych umów handlowych oraz finalizowanie już rozpoczętych rozmów, w szczególności z partnerami z Ameryki Łacińskiej i regionu Indo-Pacyfiku,
- monitorowanie i egzekwowanie postanowień istniejących umów handlowych, w tym standardów dotyczących klimatu, środowiska i praw pracowniczych,
- opracowanie i wdrażanie partnerstw w zakresie czystego handlu i inwestycji w celu dywersyfikacji łańcuchów dostaw oraz wsparcia gospodarek krajów partnerskich,
- zarządzanie relacjami gospodarczymi z kluczowymi partnerami, w tym Wielką Brytanią, USA, Chinami, Indiami oraz regionem Indo-Pacyfiku,
- rozwój strategii bezpieczeństwa gospodarczego, w tym wprowadzenie standardów bezpieczeństwa w kluczowych łańcuchach dostaw oraz przeciwdziałanie ryzykom związanym z inwestycjami zagranicznymi i eksportem technologii,
- przygotowanie i wdrożenie nowej doktryny bezpieczeństwa gospodarczego UE, obejmującej narzędzia ochrony przed przymusem ekonomicznym i wyciekami technologii,
- koordynacja działań związanych z reformą systemu celnego UE, w tym utworzenie Europejskiego Urzędu Celnego i przejście na w pełni cyfrowe środowisko celne,
- współpraca z Parlamentem Europejskim, Radą Unii Europejskiej oraz innymi instytucjami UE w zakresie wzmacniania dialogu międzyinstytucjonalnego, przejrzystości oraz wdrażania zasad etyki,
- monitorowanie i wspieranie implementacji unijnych przepisów w państwach członkowskich, z uwzględnieniem redukcji obciążeń administracyjnych i uproszczenia legislacji,
- wzmocnienie dialogu z obywatelami i interesariuszami poprzez inicjatywy takie jak doroczne dialogi polityczne z młodzieżą oraz wykorzystanie konsultacji społecznych.

## Lista komisarzy
|    | Komisarz               | Lata      | Komisja                   |
| -- | ---------------------- | --------- | ------------------------- |
| 1  | Jean Rey               | 1957-1967 | Hallstein I, Hallstein II |
| 2  | Jean-François Deniau   | 1967–1970 | Rey                       |
| 3  | Ralf Dahrendorf        | 1970–1973 | Malfatti, Mansholt        |
| 4  | Christopher Soames     | 1973–1977 | Ortoli                    |
| 5  | Wilhelm Haferkamp      | 1977-1985 | Jenkins, Thorn            |
| 6  | Willy De Clercq        | 1985–1988 | Delors I                  |
| 7  | Frans Andriessen       | 1989–1992 | Delors II                 |
| 8  | Leon Brittan           | 1993–1999 | Delors III, Santer        |
| 9  | Pascal Lamy            | 1999–2004 | Prodi                     |
| 10 | Danuta Hübner          | 2004      | Prodi                     |
| 11 | Peter Mandelson        | 2004–2008 | Barroso I                 |
| 12 | Catherine Ashton       | 2008–2009 | Barroso I                 |
| 13 | Benita Ferrero-Waldner | 2009–2010 | Barroso I                 |
| 14 | Karel De Gucht         | 2010–2014 | Barroso II                |
| 15 | Cecilia Malmström      | 2014–2019 | Juncker                   |
| 16 | Phil Hogan             | 2019–2020 | von der Leyen I           |
| 17 | Valdis Dombrovskis     | 2020–2024 | von der Leyen I           |
| 16 | Maroš Šefčovič         | od 2024   | von der Leyen II          |